# Alchemilla cheirochlora
Alchemilla cheirochlora é uma espécie de rosácea do gênero Alchemilla, pertencente à família Rosaceae.